# لیک‌ویو (نیویورک)
لیک‌ویو (به انگلیسی: Lakeview) یک منطقهٔ مسکونی در ایالات متحده آمریکا است که در شهرستان نساو، نیویورک واقع شده‌است. لیک‌ویو ۳٫۰ کیلومتر مربع مساحت و ۵٬۶۱۵ نفر جمعیت دارد و ۱۲ متر بالاتر از سطح دریا واقع شده‌است.